# 根茎

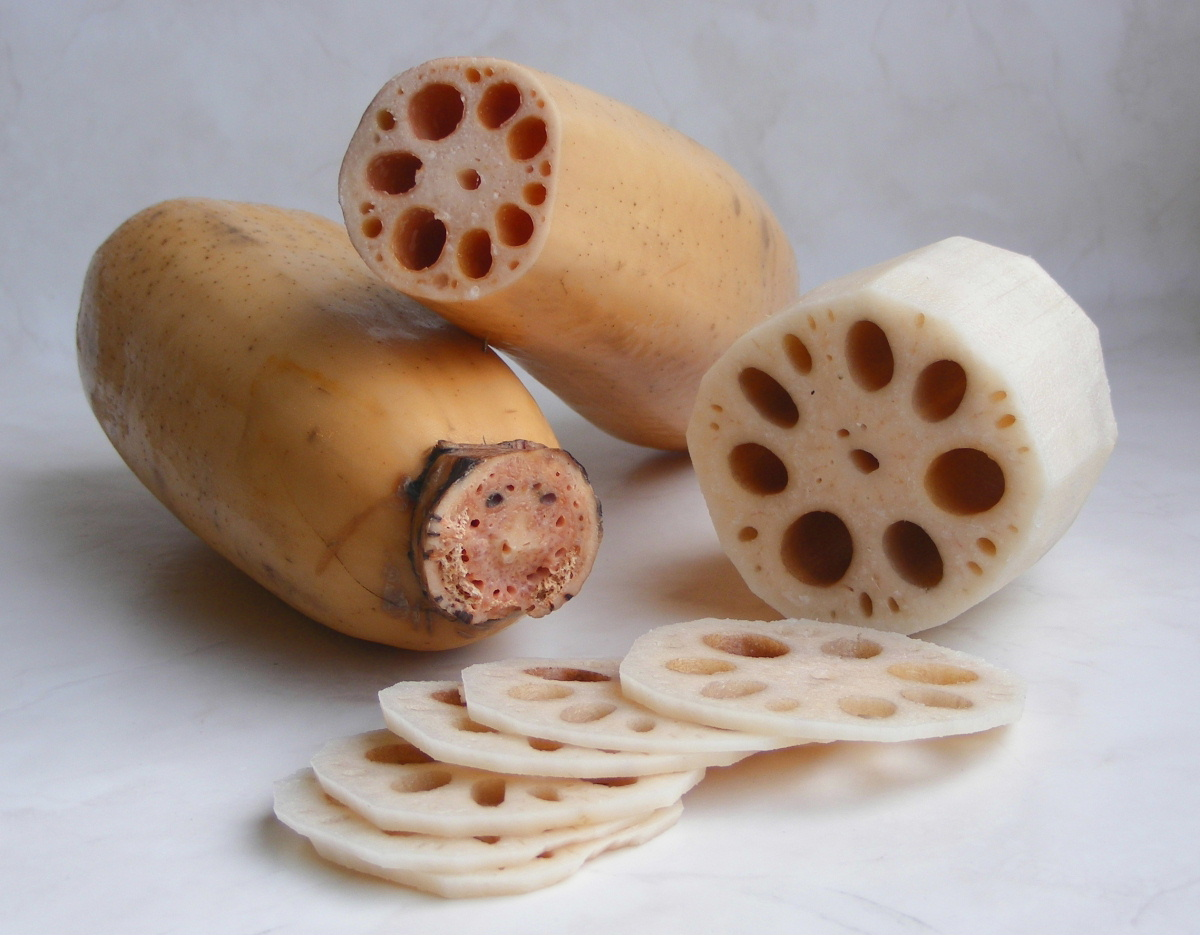
莲的根茎

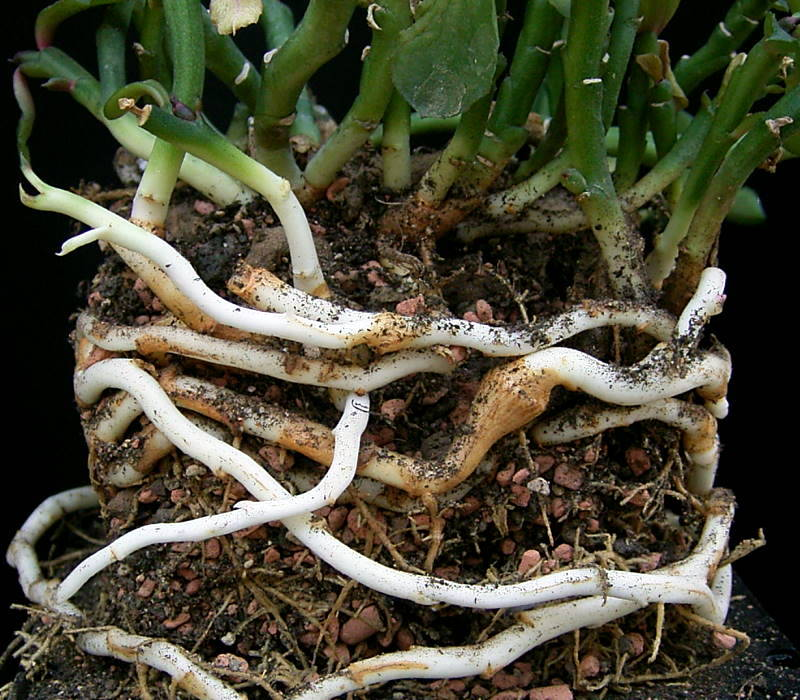
火殃勒, 发出根茎

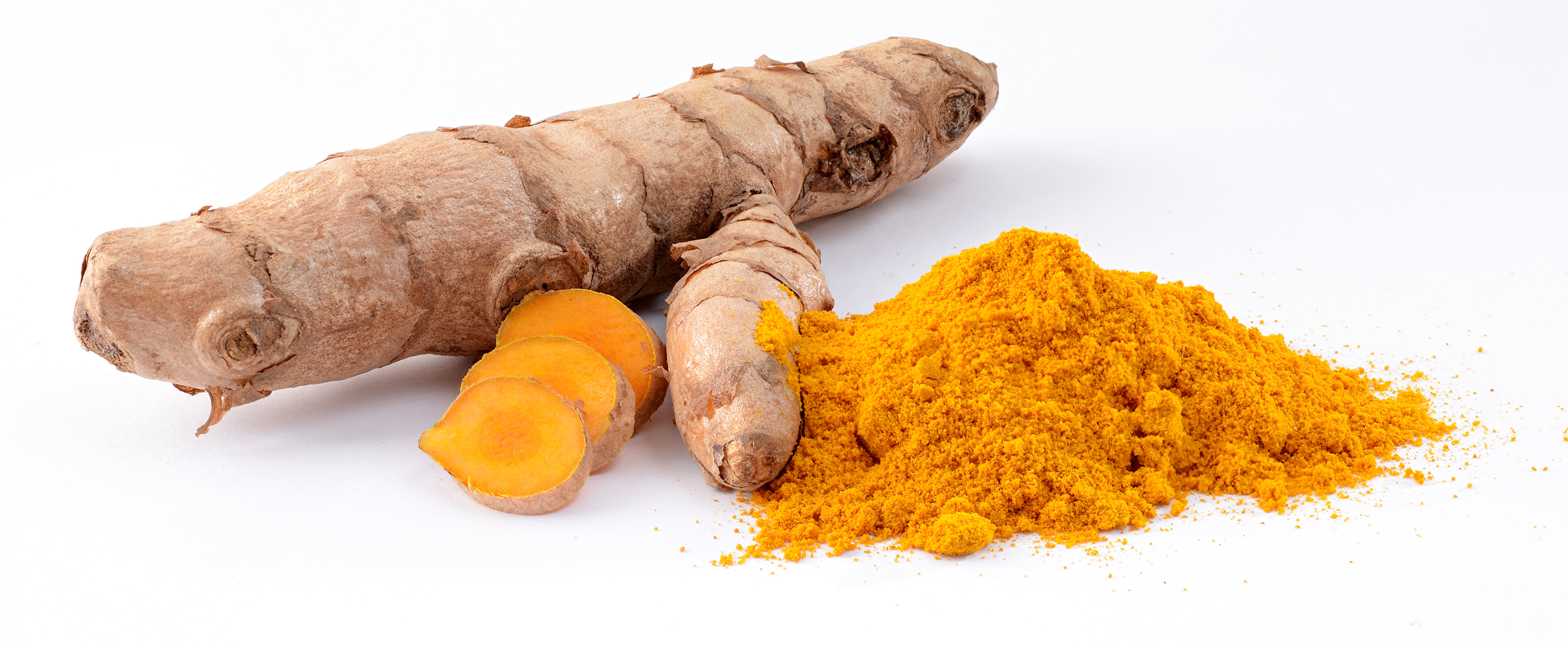
姜黄根茎和香料

根茎（英語：Rhizome）是植物的一种变态茎，其外观似根但具有节的构造，节上可生芽或及不定根；大多在地下水平蔓生，少数在地下呈直立型态，极少数根茎会匍匐于土壤表面；其功能为储存养分及无性繁殖。根茎有时也被称作“根状茎”，除了少数例外，一般属于一种地下茎。
某些植物的茎部会在土壤中生长形成根茎，在另一些植物中，根茎是唯一的茎。根茎从形态上看有如植物的根，但不具備根部吸收土壤水份和礦物質的作用，也无根冠，而是作為貯藏器官並有无性生殖的作用；块茎亦有类似功能。根茎从腋芽发育而来，并具有向重力性。根茎还保留允许新梢向上生长的能力。

## 型态
根茎可以依走向，分为两型：直立型、匍匐型。一些鸢尾属品种和蕨类植物甚至具有长出地面的或躺在土壤表面的根茎；具有地下根茎的植物則包括生姜、竹、捕蝇草、锦灯笼、西毒橡树、啤酒花、六出花属、石茅、狗牙根和紫色坚果莎草。
根茎若在底下匍匐，一般形成单层水平根茎系统，但在巨型木贼（giant horsetails）根茎可以是多层的，问荆（Equisetum arvense）被发现具有由垂直的根茎连接的五个渐次的水平根茎层。。

## 功能
如根茎被分割成片，每片有机会长成新的植物个体。由於植物用根茎存储淀粉、蛋白质和其他营养物质，根茎可以在过冬後形成新梢，而营养成分將被消耗。这种过程称为营养繁殖，被广泛运用于植物的大規模繁殖。以这种方式繁殖的植物的例子包括啤酒花、芦笋、菖蒲、铃兰、美人蕉、蘭花、丛生草本植物和竹子等。可作为食材的根茎包括姜、姜黄、高良姜和凹唇姜等。
根茎受到细菌或真菌感染便不适合再种植，往往造成大量農作物損失。因而一般採用人工的组织培养来制备根茎，以提高作物的产量和質量。。植物激素乙烯和茉莉酸（jasmonic acid）有助于促使和调节根茎的生长，尤其是大黄。外部施加的乙烯可影响植物内部乙烯的水平，使乙烯浓度的方便操纵，此發現有助农民和生物学家更易从根茎培养出成长优良的植物。
杨树（胡杨种）是使用根茎传播的树木品种之一，在犹他州的潘多(树)群体已经存活了约80000年。当地上部分受到昆虫等觅食者、真菌以及森林火灾的威胁时，根茎可使植株免于死亡。

## 参阅
- 杨属
- 球莖
- 菌根